# Israel Elimelech
Israel Elimelech (in ebraico ישראל אלימלך‎?; Holon, 22 giugno 1960) è un ex cestista israeliano.

## Carriera
Con Israele ha disputato due edizioni dei Campionati europei (1983, 1993).

## Palmarès
- Campionato israeliano: 2

Maccabi Tel Aviv: 1993-94, 1994-95
- Coppa di Israele: 1

Maccabi Tel Aviv: 1993-94